# 土屋孝博
土屋 孝博（つちや たかひろ、1979年7月10日 - ）は、熊本朝日放送 (KAB) のアナウンサー。愛知県生まれ、千葉県柏市育ち。市川高等学校、明治大学卒業後、2003年KAB入社。
市川中学校在学時は、硬派に憧れ尾崎豊や当時週刊少年マガジンで連載中であった「疾風伝説 特攻の拓」にかぶれるとともに、ラグビー部に入部するなど、いかにも若気の至りという甘酸っぱい青春の思い出を持つ。
生まれてから1度も虫歯になったことがない。1日に何回も歯磨きを欠かさないという。
4児（1男3女）の父である。

## 現在の担当番組
- スポーツ実況
- KABニュース

## 過去の担当番組
- KABニューストレイン（メインキャスター、月曜～水曜）
- ニュース&情報ライブ くまパワ（ニュース担当キャスター）
- くまパワNEWS（月曜～金曜18:25 - 18:54、メインキャスター）
- アナステ
- 駅前TVサタブラ（土曜9:30 - 10:40、メインキャスター）